# Kanton Joué-lès-Tours-Nord
Kanton Joué-lès-Tours-Nord (francouzsky Canton de Joué-lès-Tours-Nord) je francouzský kanton v departementu Indre-et-Loire v regionu Centre-Val de Loire. Tvoří ho pouze severní část města Joué-lès-Tours.